# Flottenmanöver (Roman)
Flottenmanöver ist der neunte James-Bond-Roman, der nicht von Ian Fleming geschrieben wurde. Nach Flemings Tod 1964 wurden andere Autoren von der Ian Fleming Publications Limited beauftragt, die James-Bond-Romanreihe fortzuführen. Der Roman wurde erstmals 1991 unter dem Titel Sieg oder Stirb, Mr. Bond in Deutschland veröffentlicht.

## Handlung
M erhält die Nachricht, dass eine terroristische Organisation, die als BAST (Brotherhood of Anarchy and Secret Terrorism) bekannt ist, plant, einen streng geheimen Gipfel der Royal Navy auf Flugzeugträgern zu infiltrieren und zu zerstören. Das „Stewards' Meeting“, das ein Jahr später angesetzt ist und an dem der amerikanische Präsident George H. W. Bush, die britische Premierministerin Margaret Thatcher und der sowjetische Generalsekretär Michail Gorbatschow teilnehmen. James Bond kehrt in den aktiven Dienst der Royal Navy zurück und wird vom Kommandanten zum Kapitän befördert, um den Flugzeugträger HMS Invincible zu infiltrieren und potenzielle Schläferagenten zu identifizieren.
In den Monaten vor dem streng geheimen Gipfel verbringt Bond seine Zeit damit, in Yeovilton zu trainieren und zu lernen, wie man einen Navy Sea Harrier-Jet fliegt. Als BAST von Bonds Mission erfährt, beschließt er, dass er ein Hindernis für ihre Pläne ist und versucht, ihn zu töten, indem er versucht, ihn während einer Sea Harrier-Trainingsübung abzuschießen. Später, als Bond in Italien Urlaub macht, wird ein weiterer Anschlag auf sein Leben verübt. Bond flieht, ist aber offenbar nicht in der Lage, seine damalige Freundin Beatrice Maria da Ricci zu retten.
Nach der Rückkehr aus dem Urlaub geht Bond an Bord der HMS Invincible und wird mit der Sicherheit für das „Stewards' Meeting“ beauftragt, während ein massives Kriegsspiel zwischen der amerikanischen, britischen und sowjetischen Marine durchgeführt wird, das als Landsea '89 bekannt ist. Es dauert nicht lange, bis Bond im Mittelpunkt einer Mordermittlung gegen einen Offizier des amerikanischen Marinegeheimdienstes steht, und er geht, um den Vorfall zu melden, und BAST führt seine Pläne aus, das Schiff zu kapern und die drei mächtigsten Führer der Welt für ein Lösegeld von 600 Milliarden Dollar festzuhalten.

## Ausgaben
Der Roman Win, Lose or Die erschien erstmals 1989 in Großbritannien und wurde 1991 vom Heyne Verlag mit dem Titel Sieg oder Stirb, Mr. Bond in Deutschland veröffentlicht. Am 24. April 2016 erschien eine neue und ungekürzte Auflage beim Verlag Cross Cult mit dem neuen Titel Flottenmanöver.

## Verfilmung
Der Roman diente bisher noch nicht als Grundlage für ein Drehbuch zu einem James-Bond-Film.